# Michel Gabriel Paccard
Michel Gabriel Paccard (Chamonix, 21 febbraio 1757 – Chamonix, 21 marzo 1827) è stato un alpinista, medico e botanico savoiardo, il primo uomo ad aver raggiunto la cima del Monte Bianco, insieme a Jacques Balmat.

## Biografia
In compagnia del compatriota alpinista Jacques Balmat, Michel Gabriel Paccard è celebre per essere stato il primo uomo di cui si abbiano notizie certe a raggiungere la vetta del Monte Bianco, l'8 agosto 1786. Medico condotto del suo paese natale, svolse i suoi studi di medicina a Torino, all'epoca capitale del Regno di Sardegna, di cui faceva parte il Ducato di Savoia.

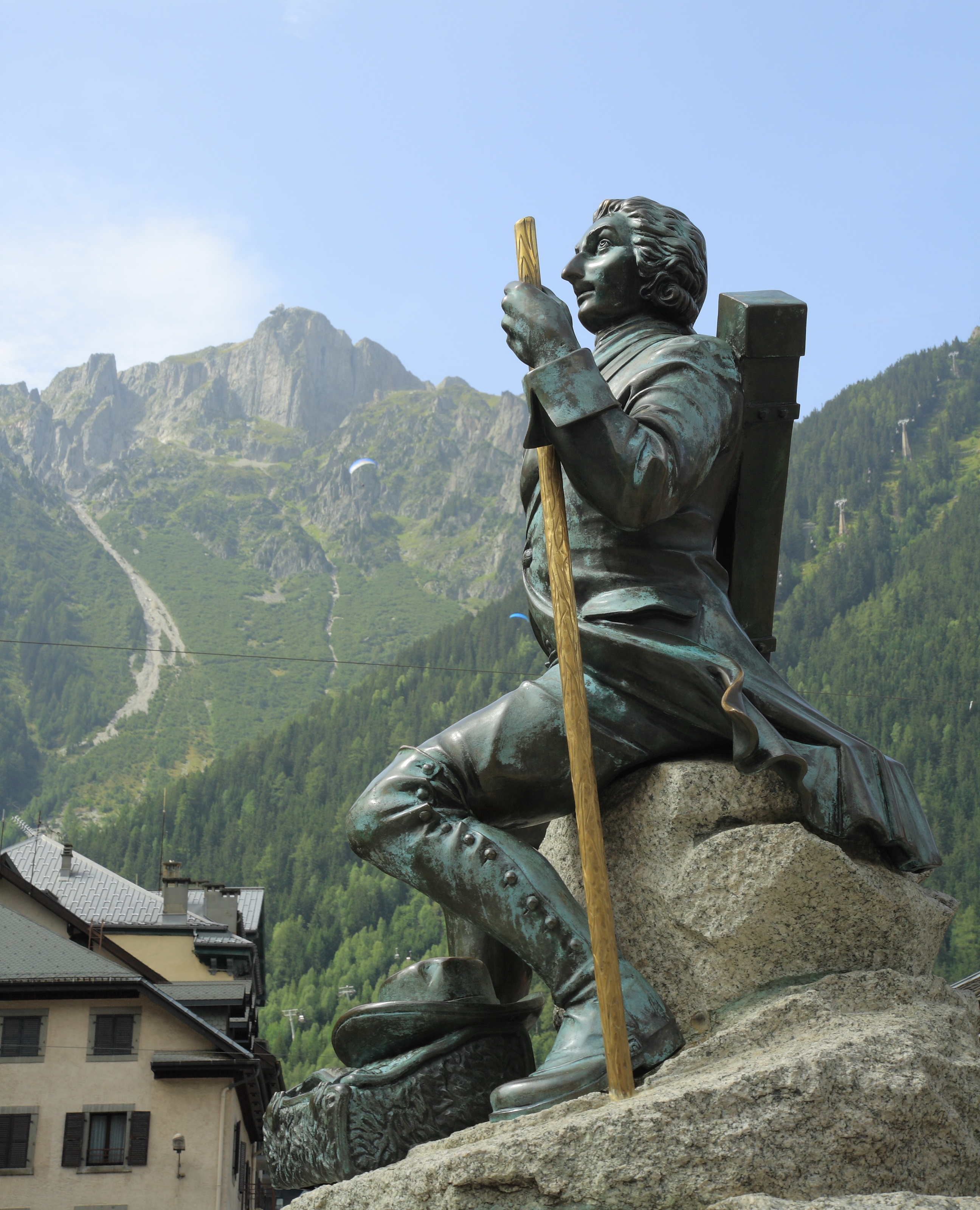
Chamonix, monumento in onore di Michel-Gabriel Paccard

## Prima scalata del Monte Bianco
Oltre che di medicina, era appassionato di botanica e di mineralogia e queste sue passioni lo portarono a conoscere lo scienziato Horace-Bénédict de Saussure. De Saussure era solito osservare il monte Bianco dalla sua casa a Ginevra, e si era sempre interessato a calcolarne l'altitudine esatta. Fu allora che Paccard concepì l'idea di scalarne la cima.
Nel 1783, insieme a Marc Théodore Bourrit, fece un primo infruttuoso tentativo. Nel 1784 ci riprovò ancora diverse volte, in compagnia di Pierre Balmat, attraverso il versante del Mont Blanc du Tacul. Ma fu con Jacques Balmat, cacciatore di camosci e cercatore di cristalli, anche lui persuaso di aver trovato la giusta via dopo essersi precedentemente perso sui ghiacciai,  che raggiunse la cima, l'8 agosto 1786, passando fra i Rochers Rouges, sulla cresta Nord-Est della montagna .